# Schirn Kunsthalle

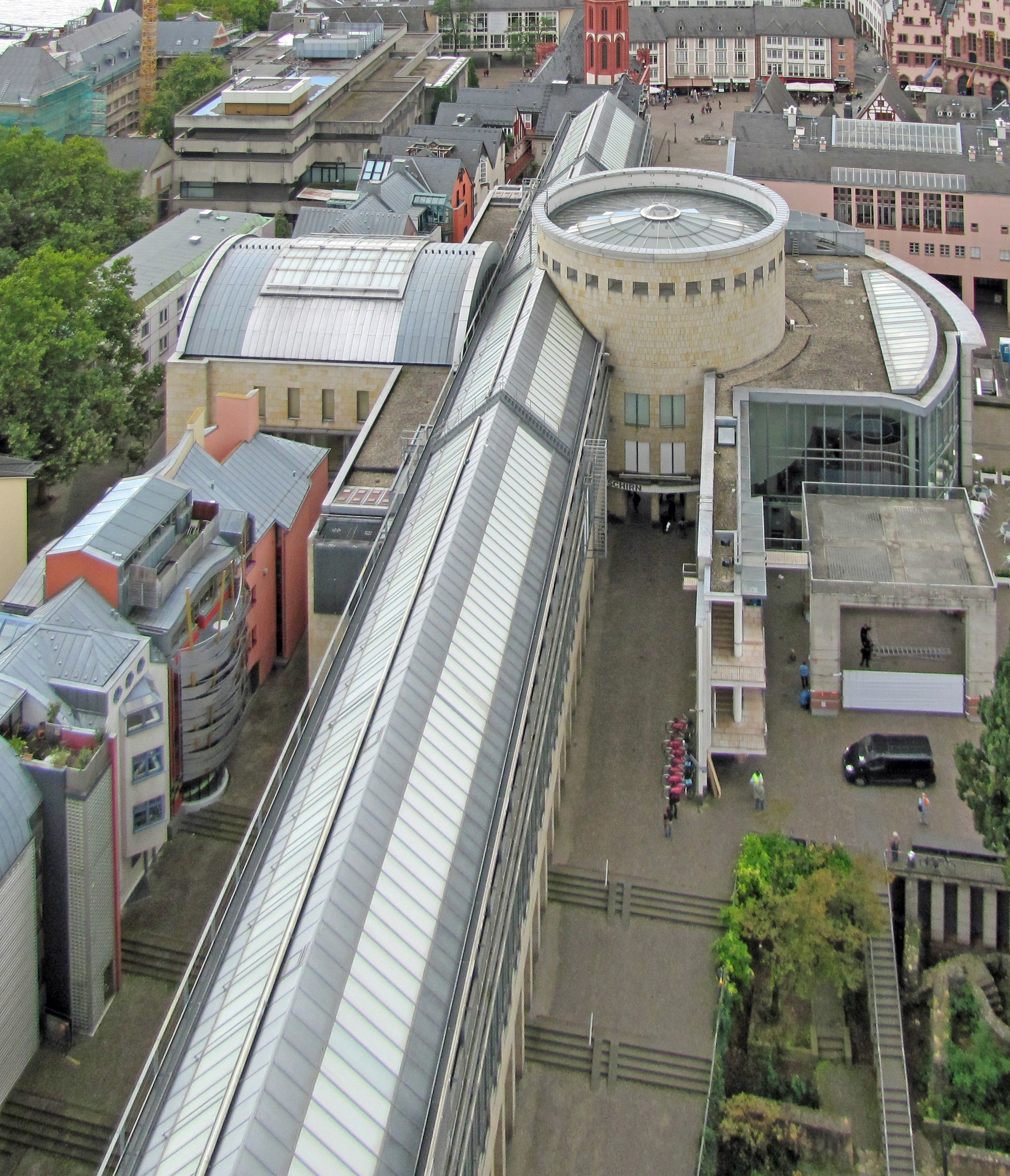
Schirn Kunsthalle

Schirn Kunsthalle nebo jen krátce Schirn je výstavní síň v centru Frankfurtu nad Mohanem, otevřená roku 1986. Její výstavba probíhala od roku 1983. Nemá žádnou vlastní sbírku, nýbrž pořádá krátkodobé tematické výstavy nebo vystavuje díla jednotlivých umělců.